# Кейт Джексон (співачка)
Кейт Джексон (англ. Kate Jackson; нар. 16 вересня 1979 року) — британська співачка, яка раніше була солісткою англійської інді рок-групи «The Long Blondes». Зараз вона співає в групі під назвою «Кейт Джексон Груп» разом з Річардом Філліпсом, Рубеном Кемпом, Тревором Херлі і Люком Томпсоном.

## Біографія
Джексон відвідувала Калфордську школу в Бері-Сент-Едмендс, Саффолк, і брала активну участь в культурно-мистецькій діяльності школи. В кінці 1990-х років вона переїхала в Шеффілд для того, щоб вивчати англійську мову та історію. Незабаром, після випуску, створюючи групу «The Long Blondes», Джексон почала писати пісні і виступати з іншими випускниками університетів міста. У той час, коли група була ще без назви, співачка вивчала образотворче мистецтво, а також працювала в Фрешмен Бутік, в магазині вінтажного одягу в Шеффілді. Цей інтерес до вінтажного одягу став характерною рисою іміджу «The Long Blondes». Джексон сама описує свій стиль як «Бонні Паркер зустрічає запальну дівчину».
У 2006 році Джексон посіла 7 місце в Класному списку (Cool List) лондонського щотижневого журналу про музику «Нью м'юзікл експрес». Джексон відреагувала на це визнання словами: «Вони, напевно, думали, що не мають достатньо дівчат. Там настільки кишіло нудними хлопцями, що їм було потрібно, щоб хтось вніс трішки гламуру.» НМЕ назвав її людиною, яка має «зарозумілу ходу Кріссі Хайнд і „гострий язичок“ героїні Діккенса.»
Джексон — палка жінка-оратор для Шеффілду. У статті англійського соціально-політичного тижневика «Обсервер», вона говорила про проект, ініційований журналом «Гоу», під назвою «Охолодження веж», який запропонував освітити колишні градирні, щоб виразити те, що Шеффілд виступає проти, а їх не за руйнацію. "Однією з пропозицій було те, що вежі будуть світитися, коли автомобілі проїжджатимуть автострадою № 1 (Лондон — Йоркшир), одна башта — червоним світлом, а інша — білим. Журнал «Гоу» звернувся до міської ради з цією пропозицією, так і не почувши відповіді. Таким чином, таємний потенціал веж, на жаль, може ніколи не бути реалізованим ".

## Сольна кар'єра
Після розпаду групи «The Long Blondes» в жовтні 2008 року, Джексон почала працювати над сольним альбомом з колишнім гітаристом британської брит-поп рок-групи «Suede» Бернардом Батлером. До альбому входили пісні: «Оксамитовий диван з номера 26», «16 років» і «Танці в моїй спальні». У березні 2010 року вона опублікувала трек «Дорога додому» на власній сторінці Myspace.
В березні 2009 року, співачка Джексон була гостем на презентації альбому «Kicks», шотландської групи 1990-х років «Kickstrasse».
У 2011 році Кейт Джексон створила однойменну групу, яка дає невелику кількість концертів, в тому числі під час повернення на батьківщину, до другого дому в Шеффілді, бере участь у місцевих рекламних вставках.
Пізніше, в 2011 році, подвійний сингл сторони А «Atlantic / Wonder Feeling» вийшов у світ, в першу чергу обмеженим випуском дисків, які супроводжувалися завантаженням з програми Айтюнз, в січні 2012 року.